# Macrodactylus limbatus
Macrodactylus limbatus är en skalbaggsart som beskrevs av Blanchard 1850. Macrodactylus limbatus ingår i släktet Macrodactylus och familjen Melolonthidae. Inga underarter finns listade i Catalogue of Life.